# باشگاه فوتبال المپیاکوس نیکوزیا
المپیاکوس نیکوزیا (یونانی: Ολυμπιακός Λευκωσίας) یک باشگاه فوتبال قبرسی است که در شهر نیکوزیا قرار دارد.
این باشگاه در سال ۱۹۳۱ تأسیس شد و یکی از اعضای مؤسس اتحادیه فوتبال قبرس است. رنگ باشگاه مشکی و سبز است. زمین خانگی المپیاکوس، ورزشگاه جی‌اس‌پی است که ۲۲۸۵۹ نفر ظرفیت دارد. نام مستعار اصلی این تیم «ماوروپراسینی» (مشکی-سبزها) و نام مستعار دیگر باشگاه تکتکالاس است که از منطقه‌ای در نیکوزیا گرفته شده‌است، جایی که باشگاه از آنجا می‌آید.

## بازیکنان برجسته
- کریم انصاری‌فرد
- فریدون زندی مدتی در این باشگاه فعالیت داشت.[۲]